# Ko Young-min
Dans ce nom coréen, le nom de famille, Ko, précède le nom personnel.
Ko Young-min (né le 8 février 1984 à Séoul, Corée du Sud) est un joueur coréen de baseball qui joue avec les Doosan Bears de Séoul dans la ligue sud-coréenne de baseball. Son surnom est le Kodget (lit. nom famille Ko et Gadget sont combinés) et le joueur de deuxième but extérieur(en coréen : yiiksu).
Il a obtenu la médaille d'or de baseball lors des Jeux olympiques 2008 à Pékin.